# Proparachaetopsis downsi
Proparachaetopsis downsi là một loài ruồi trong họ Tachinidae.